# Taça dos Campeões Europeus de Hóquei em Patins de 1992
A Taça dos Campeões Europeus de Hóquei em Patins de 1991-92 foi a 27.ª edição da Taça dos Campeões.

## Equipas participantes
| País     | Clube           | Classificação                         |
| -------- | --------------- | ------------------------------------- |
| Alemanha | RESG Walsum     | Campeão da Liga Alemã de 1990/91      |
| Bélgica  | Kurink HC       | Wild Card                             |
| Espanha  | Liceo da Coruña | Campeão da Liga Espanhola de 1990/91  |
| França   | SCRA Saint-Omer | Campeão da Liga Francesa de 1990/91   |
| Itália   | Seregno Hockey  | Campeão da Liga Italiana de 1990/91   |
| Portugal | OC Barcelos     | Campeão Europeu de 1990/91            |
| Portugal | Sporting CP     | Campeão da Liga Portuguesa de 1990/91 |
| Suíça    | SC Thunerstern  | Campeão da Liga Suíça de 1990/91      |

## Jogos
|  | Quartos-de-final | Quartos-de-final | Quartos-de-final | Quartos-de-final |                 |                | Meias-finais | Meias-finais | Meias-finais |  |                | Final | Final | Final |
|  |                  |                  |                  |                  |                 |                |              |              |              |  |                |       |       |       |
|  | 1                | Seregno Hockey   | 9                | 7                |                 |                |              |              |              |  |                |       |       |       |
|  | 8                | RESG Walsum      | 2                | 6                |                 |                |              |              |              |  |                |       |       |       |
|  | 8                | RESG Walsum      | 2                | 6                |                 | Seregno Hockey | 6            | 2            |              |  |                |       |       |       |
|  |                  |                  |                  |                  |                 | Seregno Hockey | 6            | 2            |              |  |                |       |       |       |
|  |                  | OC Barcelos      | 3                | 3                |                 |                |              |              |              |  |                |       |       |       |
|  | 4                | OC Barcelos      | 3                | 3                | Kurink HC       | 5              | 5            |              |              |  |                |       |       |       |
|  | 4                |                  |                  |                  | Kurink HC       | 5              | 5            |              |              |  |                |       |       |       |
|  | 5                | OC Barcelos      | 7                | 12               |                 |                |              |              |              |  |                |       |       |       |
|  | 5                | OC Barcelos      | 7                | 12               |                 |                |              |              |              |  | Seregno Hockey | 6     | 2     |       |
|  |                  |                  |                  |                  |                 |                |              |              |              |  | Seregno Hockey | 6     | 2     |       |
|  |                  | Liceo da Coruña  | 7                | 2                |                 |                |              |              |              |  |                |       |       |       |
|  | 3                | Liceo da Coruña  | 7                | 2                | SCRA Saint-Omer | 2              | 3            |              |              |  |                |       |       |       |
|  | 3                |                  |                  |                  | SCRA Saint-Omer | 2              | 3            |              |              |  |                |       |       |       |
|  | 6                | FC Porto         | 5                | 14               |                 |                |              |              |              |  |                |       |       |       |
|  | 6                | FC Porto         | 5                | 14               |                 | FC Porto       | 4            | 2            |              |  |                |       |       |       |
|  |                  |                  |                  |                  |                 | FC Porto       | 4            | 2            |              |  |                |       |       |       |
|  |                  | Liceo da Coruña  | 5                | 5                |                 |                |              |              |              |  |                |       |       |       |
|  | 2                | Liceo da Coruña  | 5                | 5                | SC Thunerstern  | 3              | 1            |              |              |  |                |       |       |       |
|  | 2                |                  |                  |                  | SC Thunerstern  | 3              | 1            |              |              |  |                |       |       |       |
|  | 7                | Liceo da Coruña  | 8                | 9                |                 |                |              |              |              |  |                |       |       |       |
|  | 7                | Liceo da Coruña  | 8                | 9                |                 |                |              |              |              |  |                |       |       |       |

### Quartos-de-final
| Equipa 1        | Total | Equipa 2        | 1.ª Mão | 2.ª Mão |
| --------------- | ----- | --------------- | ------- | ------- |
| Seregno Hockey  | 16-8  | RESG Walsum     | 9-2     | 7-6     |
| Kurink HC       | 10-19 | OC Barcelos     | 5-7     | 5-12    |
| SCRA Saint-Omer | 5-19  | FC Porto        | 2-5     | 3-14    |
| SC Thunerstern  | 4-17  | Liceo da Coruña | 3-8     | 1-9     |

### Meias-finais
| Equipa 1       | Total | Equipa 2        | 1.ª Mão | 2.ª Mão |
| -------------- | ----- | --------------- | ------- | ------- |
| Seregno Hockey | 8-6   | OC Barcelos     | 6-3     | 2-3     |
| FC Porto       | 6-10  | Liceo da Coruña | 4-5     | 2-5     |

### Final
| Equipa 1       | Total | Equipa 2        | 1.ª Mão | 2.ª Mão |
| -------------- | ----- | --------------- | ------- | ------- |
| Seregno Hockey | 8-9   | Liceo da Coruña | 6-7     | 2-2     |

| Campeão Europeu 1991-92         |
| ------------------------------- |
|                                 |
| HC Liceo da Coruña (3.º título) |

### Internacional
- Ligações para todos os sítios de hóquei
- Mundook- Sítio com notícias de todo o mundo do hóquei
- Hoqueipatins.com - Sítio com todos os resultados de Hóquei em Patins